# Hispano-Suiza 30 HP
Der Hispano-Suiza 30 HP ist ein Pkw-Modell. La Hispano-Suiza stellte die Fahrzeuge im spanischen Barcelona her. Andere Namen sind Hispano-Suiza Tipo 32, was sich auf den Motor bezieht, und Hispano-Suiza 30-T.

## Beschreibung
Das Modell wurde 1915 als Nachfolger des Hispano-Suiza 30–40 HP vorgestellt. Die Serienproduktion ist erst ab Februar 1917 nachweisbar. Das Fahrzeug war ähnlich wie der kleinere Hispano-Suiza 16 HP konzipiert.
Der Vierzylindermotor hatte 100 mm Bohrung und 150 mm Hub, was 4712 cm³ Hubraum ergab. Er leistete 95 PS bei 3000 Umdrehungen in der Minute. Ab September 1923 sorgte eine vergrößerte Bohrung von 110 mm für 5702 cm³ Hubraum.
Das Fahrgestell hatte zunächst 353 cm Radstand. Er wurde ab 1923 auf 350 cm gekürzt. Die Spurweite betrug einheitlich 140 cm. Das Fahrgestell wog 1000 kg. Eine andere Quelle nennt zusätzlich einen kürzeren Radstand von 305 cm für beide Varianten. Bekannt sind Aufbauten als Tourenwagen, Roadster und Landaulet.

## Produktionszahlen
Zwischen Februar 1917 und Dezember 1924 entstanden mindestens 416 Fahrzeuge, davon 47 mit dem größeren Motor. Die Zahlen für die einzelnen Jahre lauten: 2, 52, 24, 26, 90, 132, 57 und 33. Eine andere Quelle nennt 453 Fahrzeuge.